# Горбань Тетяна Юріївна
Тетяна Юріївна Горбань (*7 серпня 1971, Київ) — український історик, етнополітолог, доктор політичних наук, кандидат історичних наук, професор Київського національного університету імені Тараса Шевченка. Донька Ю. А. Горбаня.

## Біографія
Закінчила історичний факультет Київського національного університету імені Тараса Шевченка (1993), аспірантуру Інституту національних відносин і політології НАН України (1996).
Працювала в Інституті політичних і етнонаціональних досліджень імені І. Ф. Кураса НАН України: молодший науковий співробітник (1996—2000), науковий співробітник відділу нац. меншин (з 2000).
У 2000—08 викладач, доцент (з 2004) кафедри історії НТУУ "КПІ".
З 2004 працює в Київському національному університеті імені Тараса Шевченка: доцент, з 2013 професор кафедри української історії та етнополітики.
Викладає нормативні курси "Історія України", "Етнополітика", "Методика викладання історії у вищій школі".

## Наукові інтереси
Сфера наукових інтересів: історія української етнополітичної думки, вітчизняна історія початку ХХ ст., проблеми українознавства.
Кандидатська дисертація "Українознавство в контексті національно-культурного відродження в Україні (1918–1928 рр.)" (1996), докторська дисертація "Еволюція ідеї національного самовизначення в українській суспільно-політичній думці кінця ХІХ – першої чверті ХХ століть" (2010).
Автор понад 100 наукових праць, у тому числі низки навчальних та навчально-методичних розробок для студентів вишів, брала участь у підготовці навчальних посібників, хрестоматій, збірників документів і матеріалів.

## Основні праці
- Етнонаціональна структура регіонів України: динаміка розвитку // Наукові записки. Зб. Сер. "Політологія і етнологія". К., 2002. Вип. 19.
- Історія України. Соціально-політичні аспекти. К., 2003 (у співавт.).
- Крим в етнополітичному вимірі. К., 2005 (у співавт.).
- Історія України від найдавніших часів до сьогодення: Зб. документів і матеріалів. К., 2008 (у співавт.).
- Питання української соборності в ідейно-політичному дискурсі кінця ХІХ – початку ХХ століть // Часопис української історії. К., 2008—2009. Вип. 10—11.

## Нагороди
Отримувала стипендію Президента України для молодих учених (2002—04).
Відзначена Подякою Київського міського голови (2004).